# MOON (진의 노래)
MOON은 대한민국의 보이 그룹 방탄소년단의 멤버 진의 싱글이다. MAP OF THE SOUL : 7의 수록곡이기도 하다.